# استخوان‌شناسی (کتاب)
استخوان‌شناسی کتابی از حسین حکمت، فاطمه فدایی، و محسن نوروزیان است که در سال ۱۳۷۱ منتشر و در مراسم کتاب سال جمهوری اسلامی ایران به‌عنوان کتاب برگزیده معرفی شد.